# Åhavevej (Aarhus)
 Der er flere lokaliteter med dette navn, se Åhavevej.
Åhavevej er en stor indfaldsvej, der fører fra oplandet ind til Aarhus via Sydmotorvejen, der er synonym med Rute 501. Vejen forbinder motorvejen med Marselis Boulevard og bliver til Åhavevej hvor jernbanebroerne for Den østjyske Længdebane passerer.

I 1950 blev den nyanlagte Åhavevej ført under alle 3 jernbaner. I 2013 blev vejen udvidet til 4 spor, og der blev etableret en sikker sti-forbindelse til Brabrandstien og naturområderne ved Eskelund. I den forbindelse blev Hammelbanens bro revet ned, og erstattet med Langenæsbroerne omfattende hele tre jernbanespor til eksisterende forbindelser og en selvstændig cykelbro.